# Змієві вали Київщини

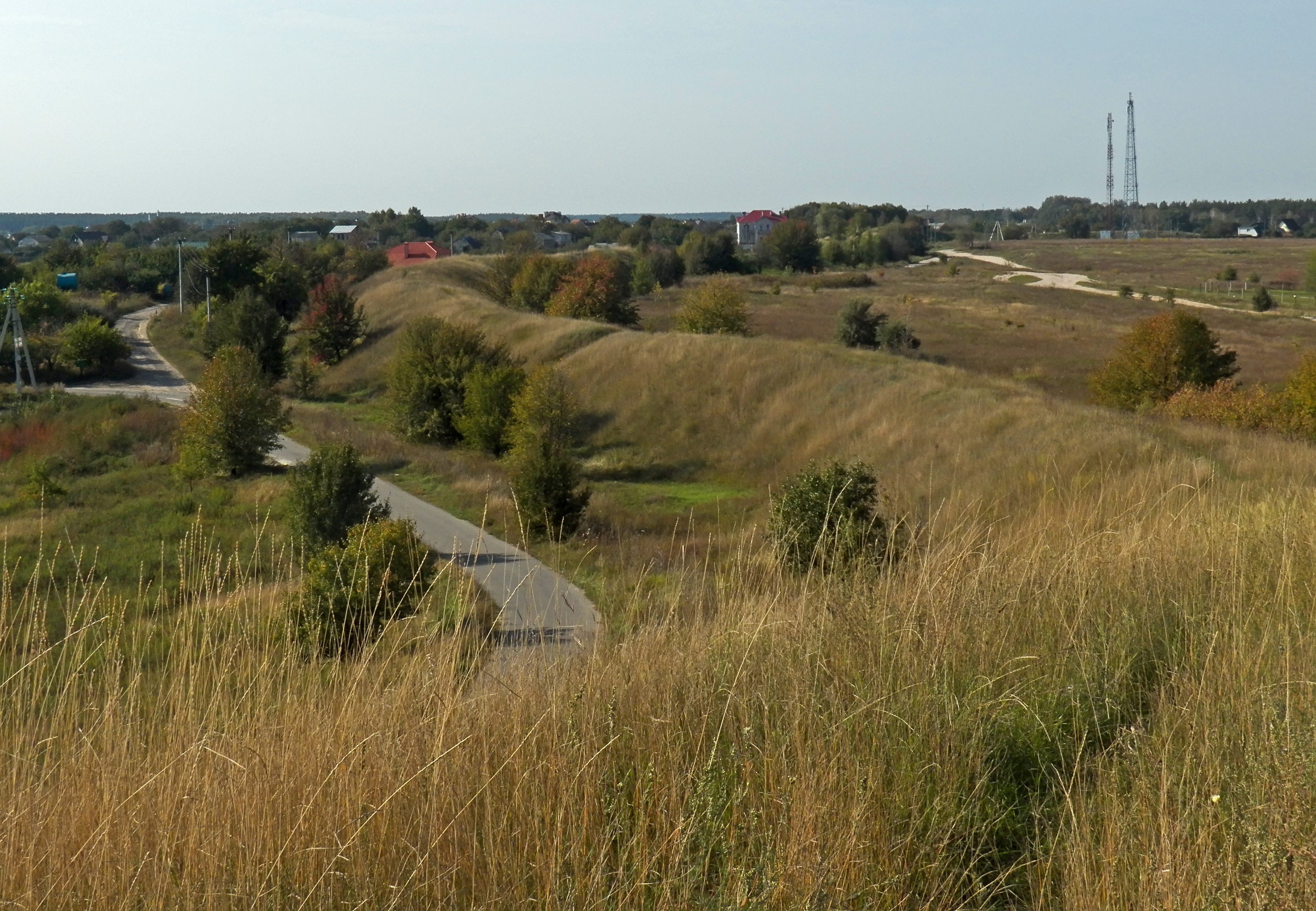
Змієві вали біля села Іванковичі

50°16′34.98″ пн. ш. 30°28′01.26″ сх. д. / 50.2763833° пн. ш. 30.4670167° сх. д.
Змі́єві вали́ Ки́ївщини — ділянка Змієвих валів на Київщині. Найбільша в Україні система укріплень на правому березі Дніпра, яка складається з валів різної висоти та довжини. За протяжністю вали Київщини найдовші.

## Опис південної ділянки валу
Південна ділянка валу починається біля села Круглик, що тягнеться від заплави р. Сіверка і закінчується у луговій заплаві Дніпра. Умовне з'єднання південної і північної ділянок валу зараз під водою штучного круглицького ставу. Первісні вали були побудовані, ймовірно скіфами, у VI-V століттях до н. е. для захисту цілої низки поселень-городищ, а саме:
- «Малого» Ходосівського городища;
- «Великого» Ходосівського городища;
- «Круглого» Ходосівських городищ;
- недослідженого городища, яке було знищене будівництвом котеджного містечка «Маєток»[2].

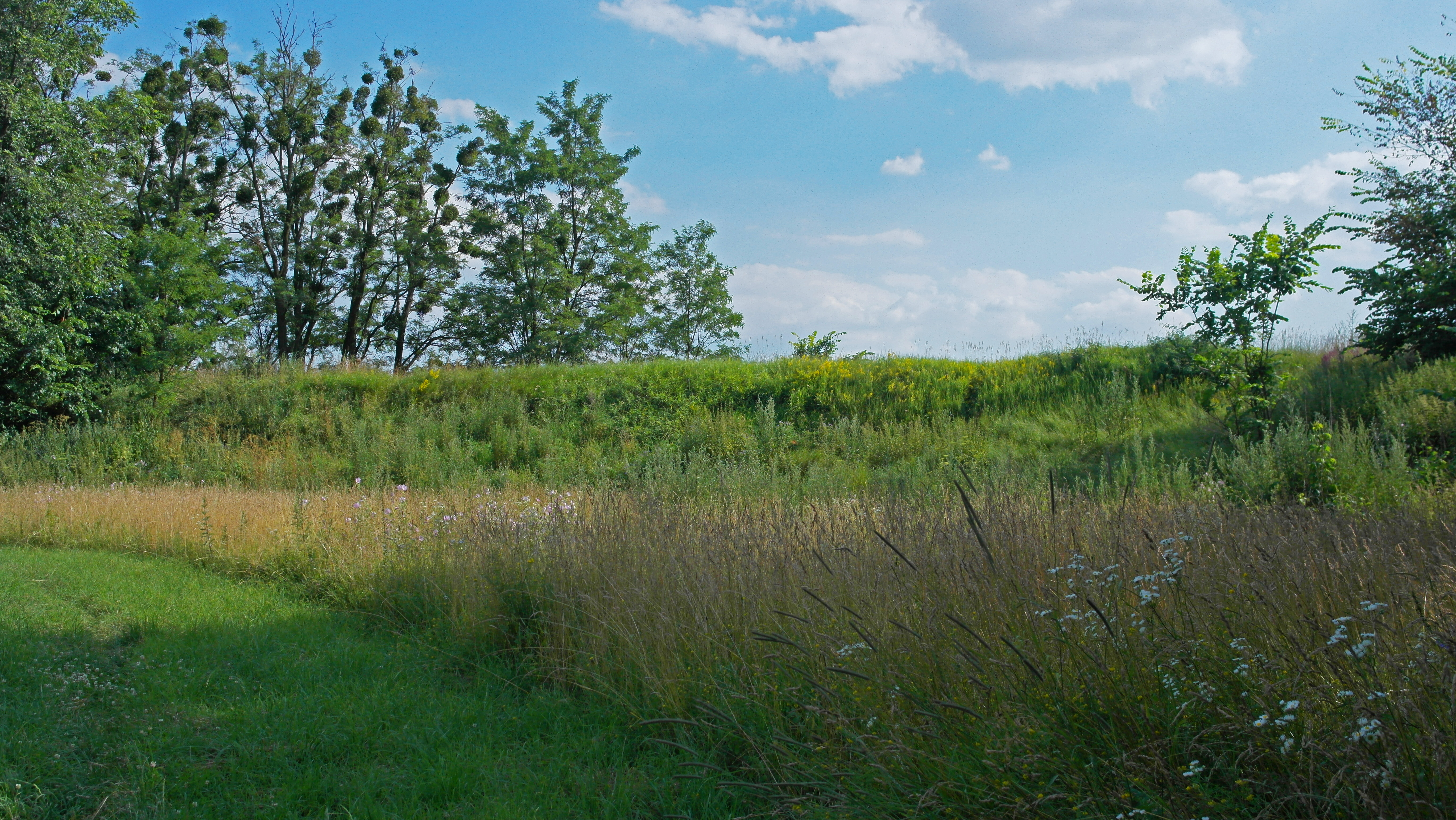
Змієвий вал, с. Мотижин

Південна ділянка, на відміну від північної, була відновлена за часів Київської Русі і слугувала для оборони від Дикого поля південних рубежів Києва.
Змієві вали скіфської доби розташовані підковою і охоплюють територію загального городища-сховища площею 2000 га і тягнуться на відстань 12 км. Дуже ефективна оборонна споруда.

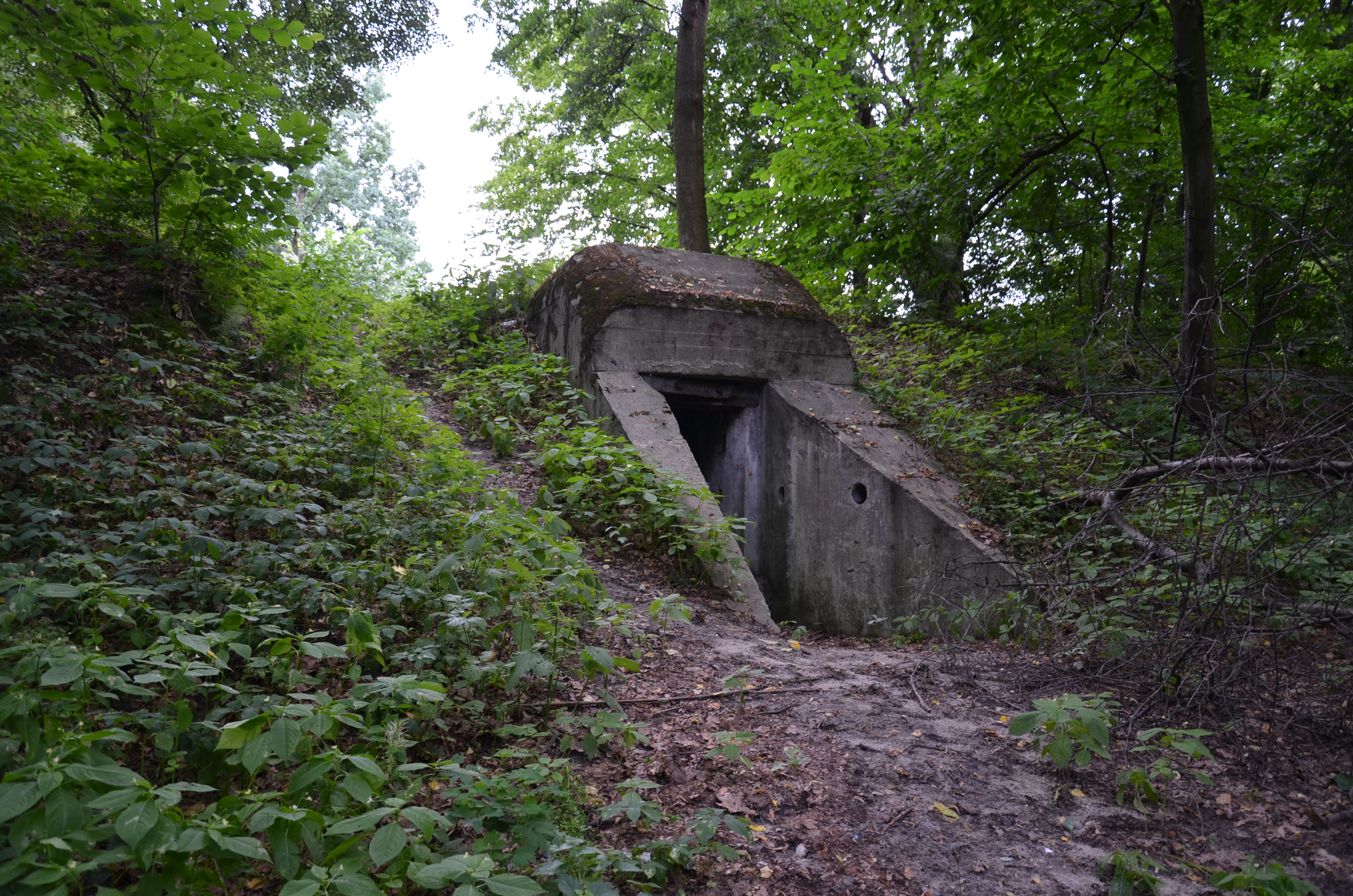
ДВТ 152 у Круглику, вбудований у вали Ходосівського городища

Під час навали загарбників люди з навколишніх поселень, лук і полів разом із худобою, реманентом та іншим майном ховалися під захист валів до городища-сховища, і разом з постійними мешканцями, а можливо і військовою залогою чинили опір ворогам. Кочова кіннота своєю лавою впиралася у нездоланну для неї перешкоду — земляні вали, які разом із частоколом були заввишки понад десять метрів. Вона була вимушена рухатися уздовж валу, шукаючи проходу і потрапляючи таким чином під обстріл стрілами, камінням з пращ та інших пристроїв захисників городища, поступово втрачаючи силу натиску і воїнів доти, доки не втрапляла у заплаву річки Сіверки до суцільного болота. Якщо навіть у посушливі роки або взимку по кризі їм і вдавалося перейти через болото, то на тому боці їх знову чекала вже північна ділянка валу, і вони були вимушені ходити по колу уздовж валів, знову ж таки втрачаючи під обстрілом коней і людей.

## Західна ділянка валів

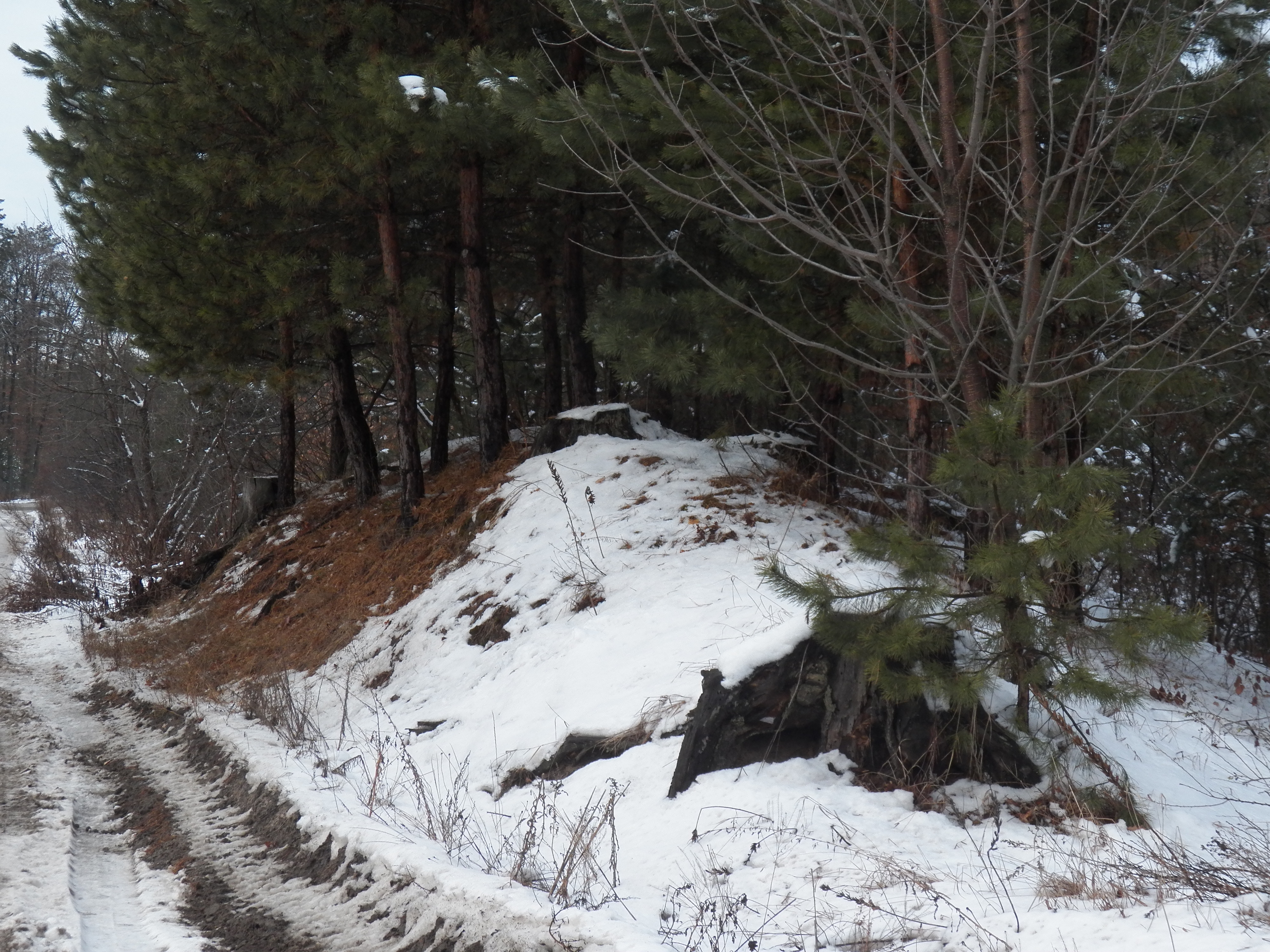
Змійові вали біля села Плесецьке

Західна ділянка валів проходила по лінії Чорногородка — Радомишль.

## Значення

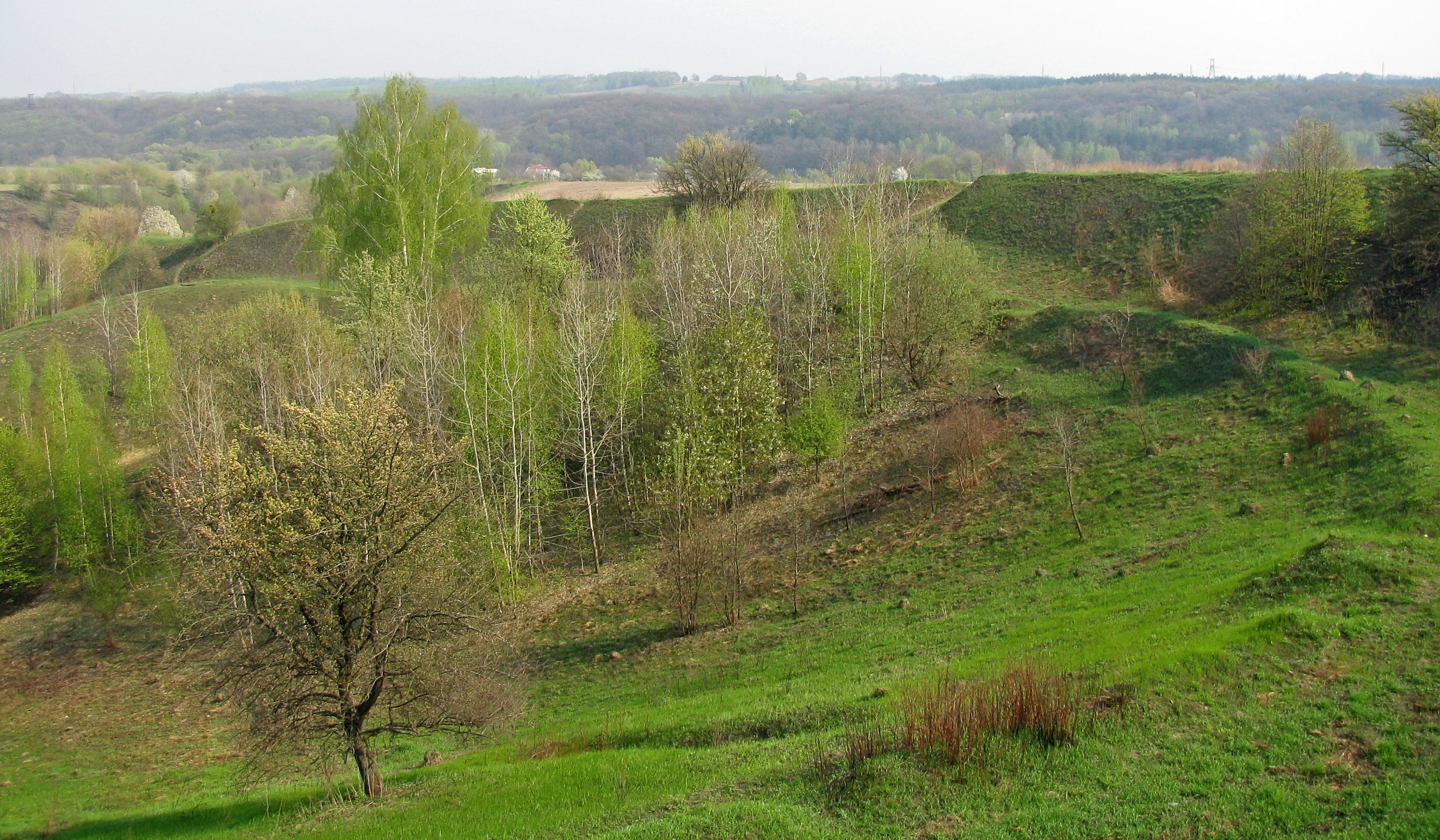
Хотівське городище

Пам'ятка культурної спадщини національного значення, що занесена до Державного реєстру нерухомих пам'яток України.